# 1830 en Grèce
Chronologie de la Grèce
- 1826
- 1827
- 1828
- 1829
- 1830
- 1831
- 1832
- 1833
- 1834

Cette page concerne les évènements survenus en 1830 en Grèce  :

## Événement
- La Grèce indépendante devient un État qui deviendra le royaume de Grèce, en 1832. La Grèce se limite au Péloponnèse et à l'Attique, délimitée par la ligne Aspropotamos–Spercheios. Le pays est gouverné par Ioánnis Kapodístrias.
- Par le protocole de Londres signé par la Grande-Bretagne, France et Russie, la Grèce est reconnue comme un royaume indépendant et souverain.

## Création
- Inauguration de la Panagía Evangelístria de Tinos

## Naissance
- Leonídas Ant. Empiríkos (el), personnalité politique.
- Styliános Koliátsos (el), personnalité politique.
- Vasílios Lákon, mathématicien et professeur d'université.
- Spyrídon Prosaléndis (el), peintre.
- Panagiótis Rompótis (el), religieux, théologien et professeur d'université.
- Geórgios Vitális (el), sculpteur.
- Philippe Vitali, ingénieur et entrepreneur français.

## Décès
- Anastásios Karatásos (el), militaire.
- Ioánnis Miaoúlis (el), officier de marine.
- Konstantínos Vardaláchos (el), enseignant et écrivain.